# Виолета Аларова
Виолета Аларова (на македонска литературна норма: Виолета Аларова) е новинарка, общественичка и поетеса от Северна Македония.

## Биография
Родена е на 4 юли 1945 година в скопската Маджир махала. Завършва Основно училище „Братя Миладиновци“ и в 1964 година Гимназия „Йосип Броз Тито“, след което започва работа в Македонското радио като новинар. В 1973 година завършва Юридическия факултет на Скопския университет. Работи като новинар и главен и отговорен редактор на Втората програма на Радио Скопие. Председател е на Управителния съвет на МИА от 1998 до 2000 година. От 2000 до 2009 година е градоначалник на скопската община Център от Демократична алтернатива.
Авторка е на три стихосбирки и на десетина драматични текстове.